# Nigel Pearson
Nigel Graham Pearson est un footballeur anglais né le 21 août 1963, qui évoluait au poste de défenseur, reconverti ensuite entraîneur.

## Biographie

### Carrière de joueur
Pearson passe sa carrière de joueur à Shrewsbury Town, Sheffield Wednesday, et Middlesbrough.

### Carrière d'entraîneur
Son premier club était Carlisle United, et il termine la saison 1998-99 en 23e position (sur 24). En 1999 il est recruté par Stoke City comme entraîneur adjoint de Gary Megson. Il continue à Stoke jusqu'en 2001. En novembre 2004 il rejoint West Bromwich Albion comme entraîneur adjoint de Bryan Robson. 
En septembre 2006, après le départ de Robson, Pearson devient entraîneur intérim du club. En octobre 2006 il devient entraîneur adjoint de Newcastle United. En janvier 2007 il devient entraîneur adjoint de l'Angleterre espoirs, sous Stuart Pearce. En février 2008 il devient entraîneur de Southampton FC, et le 20 juin 2008 de Leicester City. 
En juin 2010, il devient entraîneur de Hull City. En novembre 2011 il est de retour à Leicester City, club avec il remporte le Championship (D2) en 2014. Il est licencié du club le 30 juin 2015.
En décembre 2019, il devient le nouvel entraîneur de Watford FC. Le club le limoge à deux journées de la fin, le 19 juillet 2020. Lors des trois dernières journées, Watford avait battu Norwich (2-1) et Newcastle (2-1) avant de chuter contre West Ham (3-1). 

## Palmarès

### Palmarès de joueur
- Sheffield Wednesday
  - Vainqueur de la Coupe de la Ligue en 1991
- Middlesbrough FC
  - Champion d'Angleterre D2 en 1995
  - Finaliste de la Coupe de la Ligue en 1997 et 1998

### Palmarès d'entraîneur
- Leicester City
  - Champion d'Angleterre D3 en 2009
  - Champion d'Angleterre D2 en 2014

### Distinctions individuelles
- Premier League
  - Entraîneur du mois en avril 2015
- Championship
  - Entraîneur du mois en février 2010, janvier 2013, janvier 2014 et mars 2014
- League One
  - Entraîneur du mois en août 2008, décembre 2008